# سوبرماما
سوبرماما هو موقع ويب يُعدّ الأول للأم العربية ضمن قائمة فوربس للمواقع الـ 10 الأكثر زيارة في الشرق الأوسط للعام 2021. يوفر موقع سوبرماما للأم العربية محتوىً باللغة العربية متعلق بالحمل والولادة، وتربية الأطفال، والاهتمام بالمنزل، والاهتمام بصحة وجمال الأم العربية. تأسس موقع سوبرماما عام 2010، وقد استحوذ عليه بالكامل شركة موضوع عام 2019.

## وصلات خارجية
- الموقع الرسمي